# Chung kết UEFA Champions League 1997
Trận chung kết UEFA Champions League năm 1997 là trận chung kết thứ năm của UEFA Champions League và là trận chung kết thứ bốn mươi hai của Cúp C1 châu Âu. Đây là trận đấu giữa Borussia Dortmund của Đức và Juventus của Ý trên Sân vận động Olympic ở München, Đức vào ngày 28 tháng 5 năm 1997. Với chiến thắng 3–1, Borussia Dortmund lần đầu tiên giành Cúp C1 châu Âu.

### Chi tiết
| Borussia Dortmund            | 3–1      | Juventus      |
| ---------------------------- | -------- | ------------- |
| Riedle 29', 34' · Ricken 71' | Chi tiết | Del Piero 65' |

| Borussia Dortmund | Juventus |

| GK               | 1  | Stefan Klos         |     |     |
| SW               | 6  | Matthias Sammer (c) |     |     |
| CB               | 15 | Jürgen Kohler       |     |     |
| CB               | 16 | Martin Kree         |     |     |
| RWB              | 7  | Stefan Reuter       |     |     |
| LWB              | 17 | Jörg Heinrich       |     |     |
| CM               | 14 | Paul Lambert        |     |     |
| CM               | 19 | Paulo Sousa         | 23' |     |
| AM               | 10 | Andreas Möller      |     | 89' |
| CF               | 13 | Karl-Heinz Riedle   |     | 67' |
| CF               | 9  | Stéphane Chapuisat  |     | 70' |
| Dự bị:           |    |                     |     |     |
| GK               | 12 | Wolfgang de Beer    |     |     |
| MF               | 8  | Michael Zorc        |     | 89' |
| MF               | 18 | Lars Ricken         | 71' | 70' |
| MF               | 23 | René Tretschok      |     |     |
| FW               | 11 | Heiko Herrlich      |     | 67' |
| Huấn luyện viên: |    |                     |     |     |
| Ottmar Hitzfeld  |    |                     |     |     |

| GK               | 1  | Angelo Peruzzi (c)    |     |     |
| RB               | 5  | Sergio Porrini        | 19' | 46' |
| CB               | 2  | Ciro Ferrara          |     |     |
| CB               | 4  | Paolo Montero         |     |     |
| LB               | 13 | Mark Iuliano          | 90' |     |
| DM               | 14 | Didier Deschamps      |     |     |
| RM               | 7  | Angelo Di Livio       |     |     |
| LM               | 18 | Vladimir Jugović      |     |     |
| AM               | 21 | Zinedine Zidane       |     |     |
| CF               | 15 | Christian Vieri       |     | 71' |
| CF               | 9  | Alen Bokšić           |     | 87' |
| Dự bị:           |    |                       |     |     |
| GK               | 12 | Michelangelo Rampulla |     |     |
| DF               | 22 | Gianluca Pessotto     |     |     |
| MF               | 20 | Alessio Tacchinardi   |     | 87' |
| FW               | 10 | Alessandro Del Piero  |     | 46' |
| FW               | 16 | Nicola Amoruso        |     | 71' |
| Huấn luyện viên: |    |                       |     |     |
| Marcello Lippi   |    |                       |     |     |

| Trợ lý trọng tài: László Hamar (Hungary) Imre Bozóky (Hungary) Trọng tài thứ 4: Attila Juhos (Hungary) | Quy tắc trận đấu - Thời gian chính thức 90 phút. - Thêm 30 phút hiệp phụ nếu hòa. - Sút luân lưu nếu vẫn hòa. - Được đăng ký 5 cầu thủ dự bị. - Tối đa 3 quyền thay người. |